# 5. dzielnica Paryża

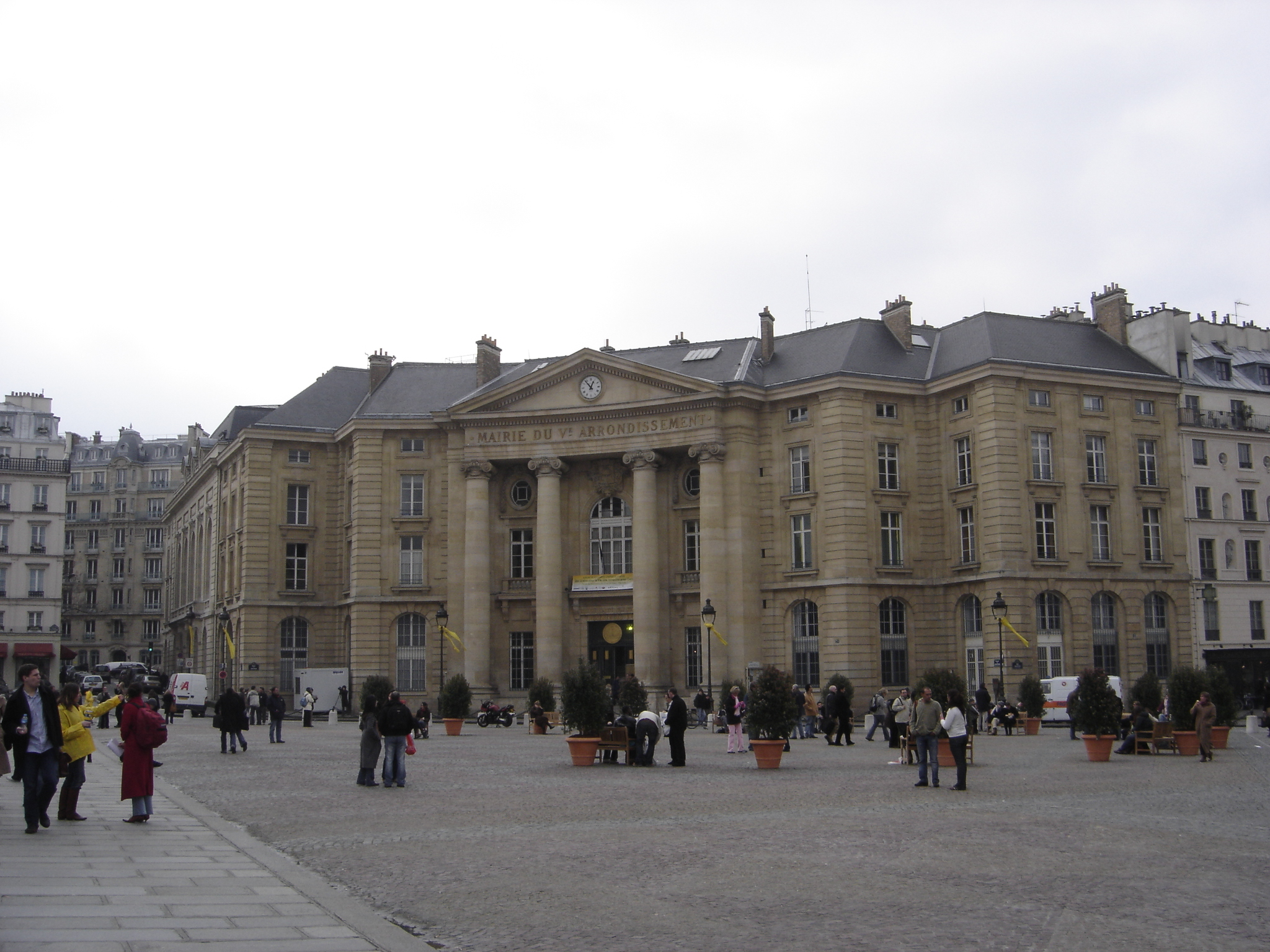
Merostwo Piątej Dzielnicy, Place du Panthéon

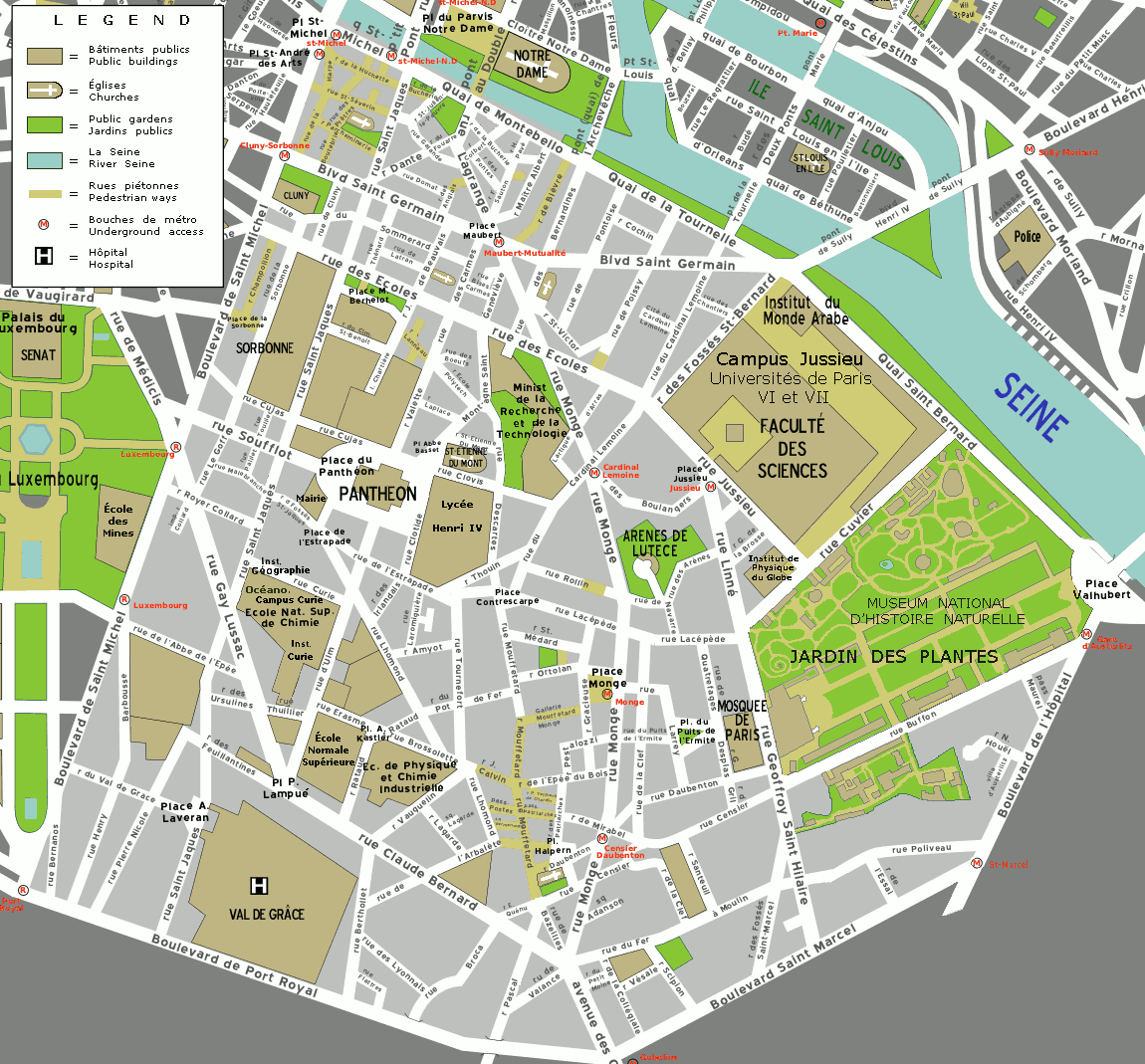
Plan dzielnicy

5. dzielnica Paryża (fr. 5e arrondissement de Paris) – jedna z dwudziestu dzielnic (arrondissement) Paryża, położona na lewym brzegu Sekwany. Jest to najstarsza część miasta, obejmuje m.in. Dzielnicę Łacińską, Sorbonę, Panteon, muzeum Cluny oraz Collège de France.
Merem dzielnicy jest od 2001 roku Jean Tiberi (przedstawiciel prawicowej Unii na rzecz Ruchu Ludowego, był merem tej dzielnicy także w latach 1983–1995, i merem Paryża w latach 1995–2001).
5. dzielnica Paryża dzieli się na cztery mniejsze dzielnice (wśród 80 quartiers administratifs de Paris): 
- Quartier Saint-Victor (17. dzielnica administracyjna Paryża)
- Quartier du Jardin des Plantes (18. dzielnica administracyjna Paryża)
- Quartier du Val-de-Grâce (19. dzielnica administracyjna Paryża)
- Quartier de la Sorbonne (20. dzielnica administracyjna Paryża)

Jednym z zabytków dzielnicy o statusie pomnika historii jest dom przy 8 rue Boutebrie.